# Gagliano Neto
Leonardo Gagliano Neto (Recife, 24 de dezembro de 1911 - 5 de março de 1974)foi locutor esportivo e radialista brasileiro. Considerado um dos pioneiros das transmissões esportivas pelo rádio.
Formou em Ciências Econômicas pela Faculdade de Contabilidade de Recife. Só migrou para São Paulo em 1935, quando narrou, em março daquele ano, sua primeira partida de futebol na Rádio Cruzeiro do Sul, um jogo entre o Palestra Itália e o Botafogo.
Gagliano Neto veio de São Paulo para o Rio de Janeiro, em 1932, a convite da Rádio Mayrink Veiga. Posteriormente, trabalhando já na Rádio Cruzeiro do Sul, realizou a primeira transmissão de um jogo da Seleção Brasileira, durante o Sul-Americano de 1937, na Argentina.
Em 1938, destacou-se na comunicação brasileira, na Copa do Mundo de Futebol daquele ano na França, como comentarista esportivo da então Rádio Clube do Brasil, a segunda emissora de rádio criada na cidade do Rio de Janeiro. Por meio de rádios e também de alto-falantes instalados em parques e vias públicas de todo o país, ele emocionou a população brasileira com sua primeira transmissão transatlântica ao vivo de alcance nacional.
Em 1946 fez parte da equipe esportiva da Rádio Globo, do Rio de Janeiro, formada por Reis Carneiro, Carlos Portela, Dr. João Lyra Filho, Melo Júnior, Ondino Vieira, Antonio Santasusagna, Alberto Mendes e Levy Kleiman.
Na década de 1950 fez parte do elenco da Rádio Continental, na época uma rádio de programas estritamente esportivos.
Gagliano Neto aposentou-se das transmissões esportivas na década de 1950. Permaneceu no Rio de Janeiro até 1961, quando foi contratado para trabalhar nas Organizações Victor Costa e na TV Globo em São Paulo. Nesta época, fazia também a narração de corridas de cavalo no Jockey Club de São Paulo.